# Ioan Avramie
Ioan Avramie a fost un predicator din Țara Românească. 